# Setúbal
Setúbal (IPA [sɨ'tubaɫ], auch Sanct Ybes) ist eine Stadt (Cidade) und ein Kreis (Concelho) in Portugal. Sie liegt auf der Halbinsel Península de Setúbal und gehört landschaftlich zur Estremadura. Die Stadt ist Hauptstadt des Distrikts Setúbal.

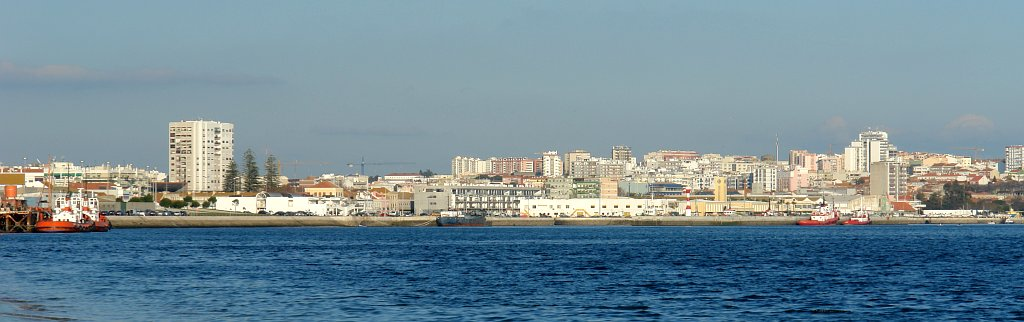
Blick auf die Altstadt von Setúbal vom Meer

## Geschichte

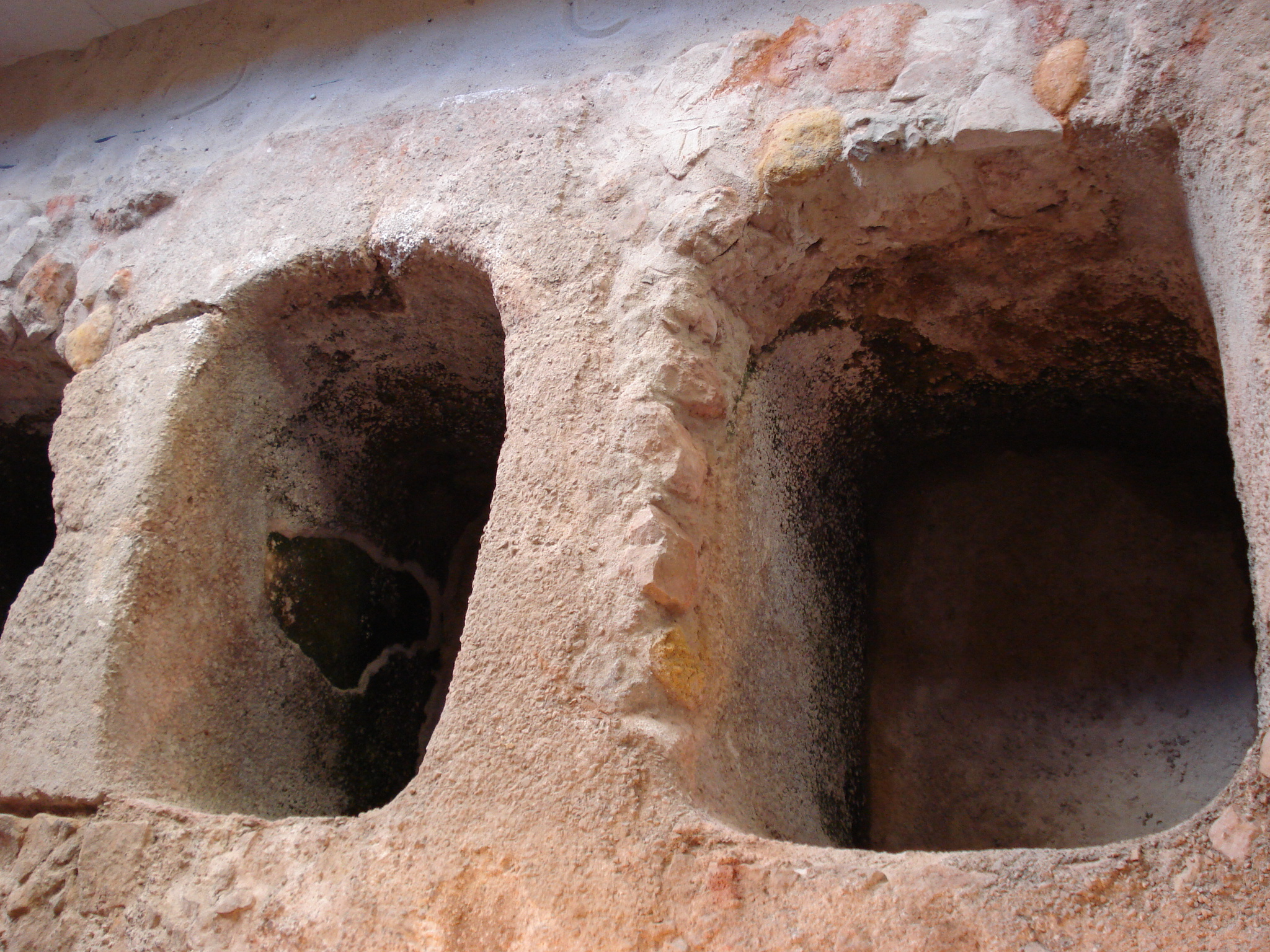
Römische Garumproduktion in Setúbal

Die ersten Siedler dieser Küstenregion waren Kelten und von Süden kommende Phönizier, die wahrscheinlich mit Booten aus ihren Gebieten hierher kamen. Zeugen der keltischen Besiedelung dieser Zeit sind in der ganzen Gegend verstreute Kult- und Grabstätten. Unter den Römern (von 100 v. Chr. bis 400 n. Chr.) gab es starke Aktivitäten der Fischverarbeitung im Bereich Setúbal. Dies zeigen insbesondere die Ausgrabungen der römischen Siedlung Cetóbriga auf der gegenüberliegenden Halbinsel Tróia, wo es noch gut erhaltene Hafenanlagen und Fischverarbeitungsstätten zu besichtigen gibt.
Nach den Römern kamen um 410 n. Chr. die Germanen in das Gebiet des heutigen Portugals gefolgt von den Westgoten um 600 n. Chr.  Die Halbinsel Troia nahm in dieser Zeit an Bedeutung ab, weil sich die Dünen dort ständig über den Ort legten. Andere Orte der Umgebung, wie Azeitão, wegen der hohen Fruchtbarkeit oder Alcácer do Sal, wegen des geschützt liegenden Hafens, nahmen unter den Arabern an Bedeutung zu.
Ab 711 und in den Jahren danach wurden große Teile der iberischen Halbinsel durch die Mauren erobert, die im Bereich von Setúbal bis ins 12. Jahrhundert hinein herrschten. Einige Grundmauern der Altstadt gehen auf diese Zeit zurück. Nach der Rückeroberung des Gebiets durch die Christen und der Ausrufung des portugiesischen Königreichs, wurde in Palmela der Orden des Schwertes von Santiago eingerichtet. Auch Setúbal erhielt sein erstes Stadtrecht in einer „Carta Foral“ von D. Paio Peres, dem Abt des Ordens aus Palmela. Die Stadt Setúbal selbst wurde 1217 unter König Alfons II. mit Hilfe eines Kreuzfahrerheeres des Fünften Kreuzzugs, das auf dem Weg nach Palästina in Portugal überwinterte, erobert.

Setúbal anno 1669

1343 begann man damit, Setúbal mit einer geschlossenen Stadtmauer zu umgeben, von der noch heute Reste übrig geblieben sind, die das große Erdbeben von 1755 überstanden haben.
Mehr und mehr entwickelte sich Setúbal zu einem wichtigen portugiesischen Hafen, von dem unter anderem viele der portugiesischen Entdeckungsreisen ausgingen. Die Entdeckungen brachten der Stadt großen Reichtum unter dem König D. Afonso V und später unter Heinrich dem Seefahrer. Im 15. Jahrhundert konstruierten die Franziskaner den Convento de Jesus in Setúbal, womit die Stadt auch zu einem kirchlichen Zentrum heranwuchs. Ab 1487 wurde eine Wasserleitung nach Setúbal durch König D. João II hergestellt, die zu weiterem Anwachsen der Stadtbevölkerung führte. Im Jahr 1522 ließ der damalige König D. Filipe II das Fort S. Filipe bauen, welches noch heute existiert.
Auch in dieser Zeit begann man damit den Muskateller in dem mittelmeerähnlichen Klima von Setúbals Umgebung hauptsächlich auf Kalkboden zu pflanzen. Das ausgeglichene Klima und die reizvolle Landschaft lockten den Lissabonner Adel an, der hier im 16., 17. und 18. Jahrhundert seine Paläste und Landhäuser bauen ließ. Mittlerweile hat sich Lissabon über den Tejo vorgeschoben, und bis heute wachsen die Vororte entlang der Schnellstraße immer weiter in Richtung Setúbal.

Setúbal anno 1860

Zu Beginn des 18. Jahrhunderts wurde S. Francisco Xavier zum Schutzheiligen der Stadt gewählt. 1755 vernichtete das große Erdbeben mit Tsunami viele Häuser in Setúbal und der gesamten tiefer liegenden Umgebung. Setúbal bekam das Stadtrecht im Jahre 1860. Das 19. Jahrhundert brachte Setúbal weitere Ausdehnung und machte es zu einem industriellen Zentrum des Landes. Auch die 1863 fertiggestellte Eisenbahnverbindung zwischen Barreiro und Setúbal trug weiter zur Industrialisierung bei. 1926 wurde Setúbal zur Distrikthauptstadt ernannt und 1975 zum Sitz der Diözese.

## Naturreservat Serra da Arrábida

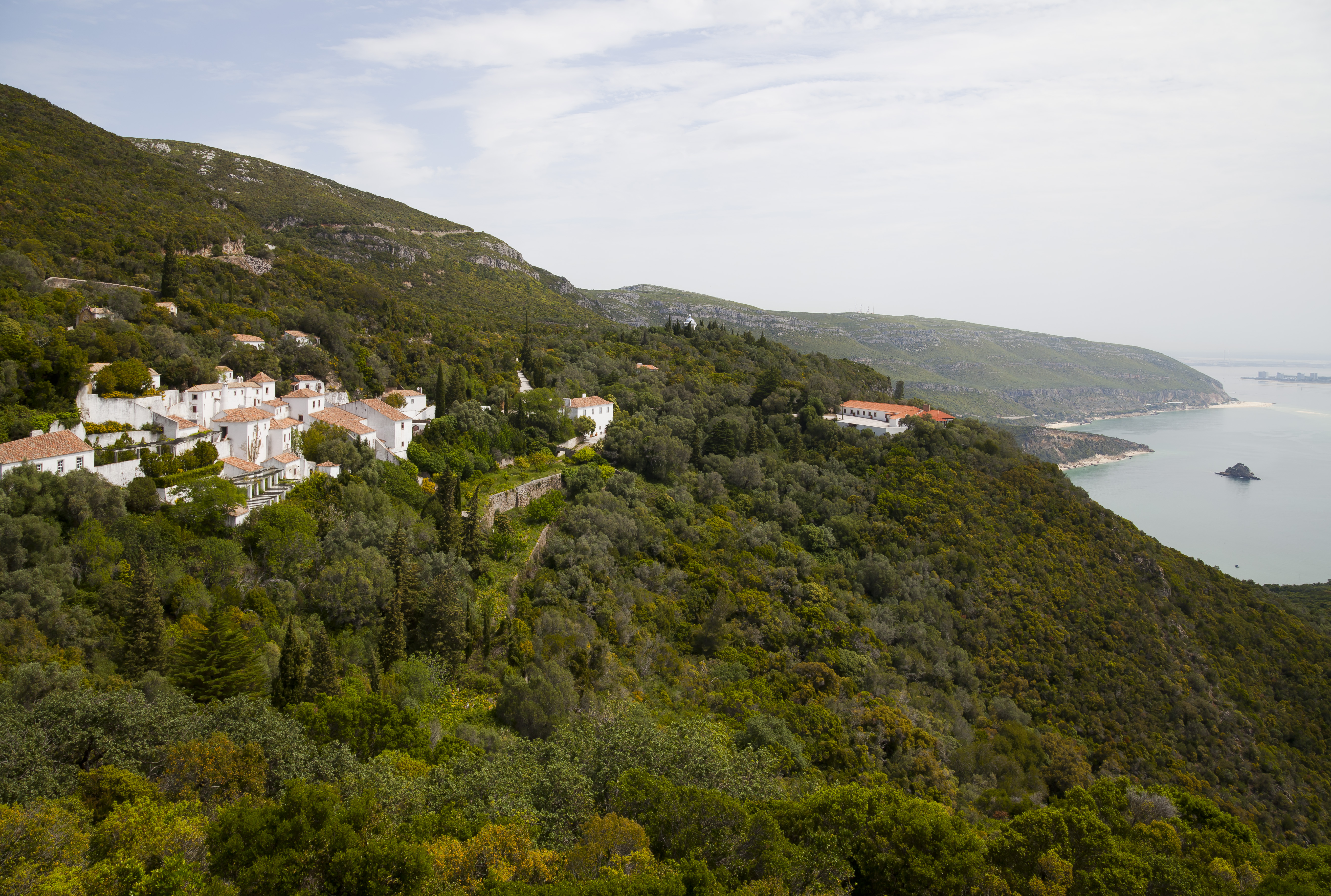
Das Kloster Convento de Nossa Senhora da Arrábida in der Serra da Arrábida

Die Serra da Arrábida erstreckt sich westlich von Setúbal an der vom Meer abgewandten Küste. Es gibt hier eine Reihe von seltenen Pflanzen und Tieren, die teilweise nur dort vorkommen. Deshalb wurde das Gebiet unter Schutz gestellt. Der Naturpark erstreckt sich mit einer Fläche von 10821 ha auf einem bis zu 8 km breiten und 22 km langen Streifen entlang der Küste. Seine Begrenzung bilden die Städte und Dörfer Sesimbra und Santana im Westen, Azeitão und Quinta do Anjo im Norden sowie Palmela und Setúbal im Osten. Nach der landschaftlichen Gliederung gehört das Gebiet zur Estremadura. Heute ist es in den Verwaltungsbezirk des Distrikts Setúbal eingegliedert und nimmt Teile der Bezirke Setúbal, Palmela und Sesimbra ein. Allerdings haben verheerende Waldbrände in den letzten Jahren den Bestand der Waldfläche stark dezimiert. Diese werden oft mit Brandstiftung und Bodenspekulation in Verbindung gebracht.
Allgemein gültige Definitionen und Einheitlichkeit der Schutzbegriffe wie Naturpark, Naturschutzgebiet etc. gibt es in Portugal nicht. Für jedes Schutzgebiet sind die jeweiligen Vorschriften einzeln festgelegt. Das Gebiet des Parque Natural da Arrábida wurde in verschiedene Schutzzonen aufgeteilt. Den stärksten Schutz genießen die Reservas Integrais (ähnlich einem deutschen Naturschutzgebiet). Hier sind keinerlei menschliche Aktivitäten geduldet, das Betreten ist nur mit Genehmigung der Parkverwaltung zu wissenschaftlichen Zwecken gestattet. Es gibt drei Reservas Integrais, die die großen Waldgebiete umfassen (Mata do Solitário, Mata Coberta, Mata do Vidal).
Einen geringeren Schutzstatus haben die Reservas Naturais Parciais. Dazu gehören Gebiete, die aufgrund ihrer Vegetation (Reserva Botânica), der Geologie (Reserva Geológica) oder der Fauna (Reserva Zoológica) besonders geschützt werden. Diese Gebiete umfassen weitgehend die restlichen Flächen der Serra da Arrábida und der Serra do Risco. In diesen Gebieten ist jegliche Zerstörung und Beeinträchtigung von Tieren, Pflanzen, Böden, Gesteinsformationen oder kulturhistorischen Bauten ebenso untersagt wie landwirtschaftliche, forstwirtschaftliche oder industrielle Nutzung. Ausgenommen sind u. a. „unverzichtbare Arbeiten“, unter die wohl die Zementfabrik Secil bei Outão mit ausgedehnten Steinbrüchen und die großen Steinbruchanlagen bei Pedreiras (Serra do Risco) fallen.

## Kultur, Freizeit und Sehenswürdigkeiten

### Baudenkmäler, Strände und Parks

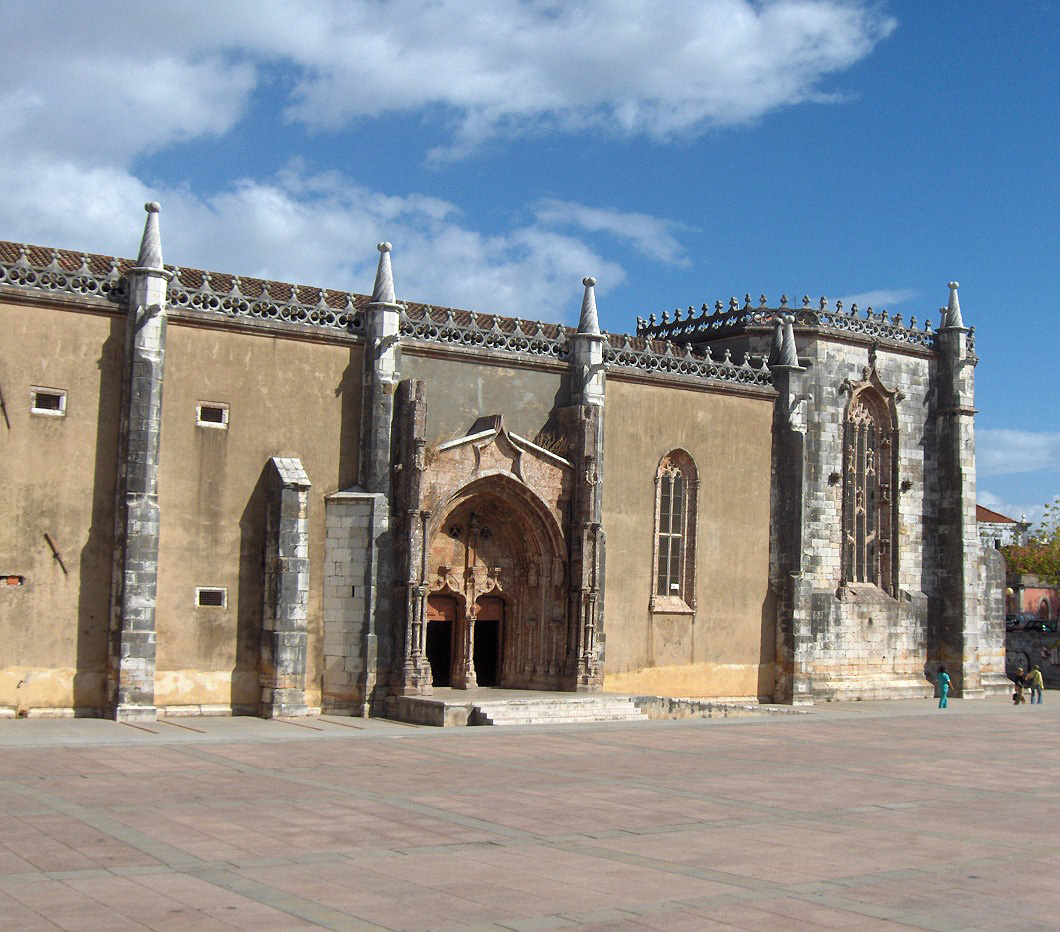
Klosterkirche des Convento de Jesús

Zu den Baudenkmälern von Setúbal zählen eine Vielzahl Herrenhäuser, Bürgerhäuser und Stadtpaläste, Sakralbauten, Steinbrunnen, historische öffentliche Gebäude, ein Aquädukt, archäologische Ausgrabungen, Industriebauten und historische und moderne Wohnviertel. An Festungsanlagen sind u. a. die Burg von São Filipe, das Fort von Santiago do Outão und das Fort von Albarquel zu sehen. Der historische Ortskern der Stadt Setúbal steht zudem in seiner Gesamtheit unter Denkmalschutz.
Das Kloster Convento de Jesus (Jesuskloster) von 1492 gilt als erstes Bauwerk des manuelinischen Stils. Hier wurde 1494 der Vertrag von Tordesilhas ratifiziert.
In und um Setúbal laden verschiedene Strände zum Baden ein. Neben den Seebädern der Halbinsel Tróia sind dies sämtlich im Naturschutzgebiet Arrábida gelegene Strände, darunter Albarquel, Figueirinha, Galapos und Portinho da Arrábida.
Eine Reihe Parks und Grünanlagen existieren in Setúbal, darunter der Jardim do Bonfim.

### Museen
Das städtische Museum Museu de Setúbal ist im Convento de Jesus untergebracht und zeigt seine umfangreiche Sammlung an Malerei, Kunstgewerbe, Möbeln, Goldschmiedearbeiten und sakraler Kunst aus dem 15. bis 17. Jahrhundert. Das Stadtmuseum unterhält zudem drei Außenstellen. Zum einen die Casa de Bocage, ein im Geburtshaus des Bocage (1765–1805) untergebrachtes Museum, das sich dem Leben und Werk des Dichters widmet. Zum anderen die Casa do Corpo Santo, in dem das Museu do Barroco u. a. eine Dauerausstellung nautischer Instrumente zeigt. Als dritte Außenstelle widmet sich die Casa Sebastião da Gama dem Leben und Werk des Lyrikers und Pädagogen Sebastião da Gama (1924–1952).
Das Museu do Trabalho (dt.: Museum der Arbeit) wurde nach dem Tod des französischen Ethnologen Michel Giacometti (1929–1990) in Museu do Trabalho Michel Giacometti umbenannt. Dieser hinterließ dem Museum eine umfangreiche Sammlung landwirtschaftlicher Arbeitsgeräte, die hier ausgestellt ist. Eine weitere Dauerausstellung ist der Geschichte der Konservendose und dabei insbesondere in Bezug zur regionalen Nahrungsmittelindustrie gewidmet.

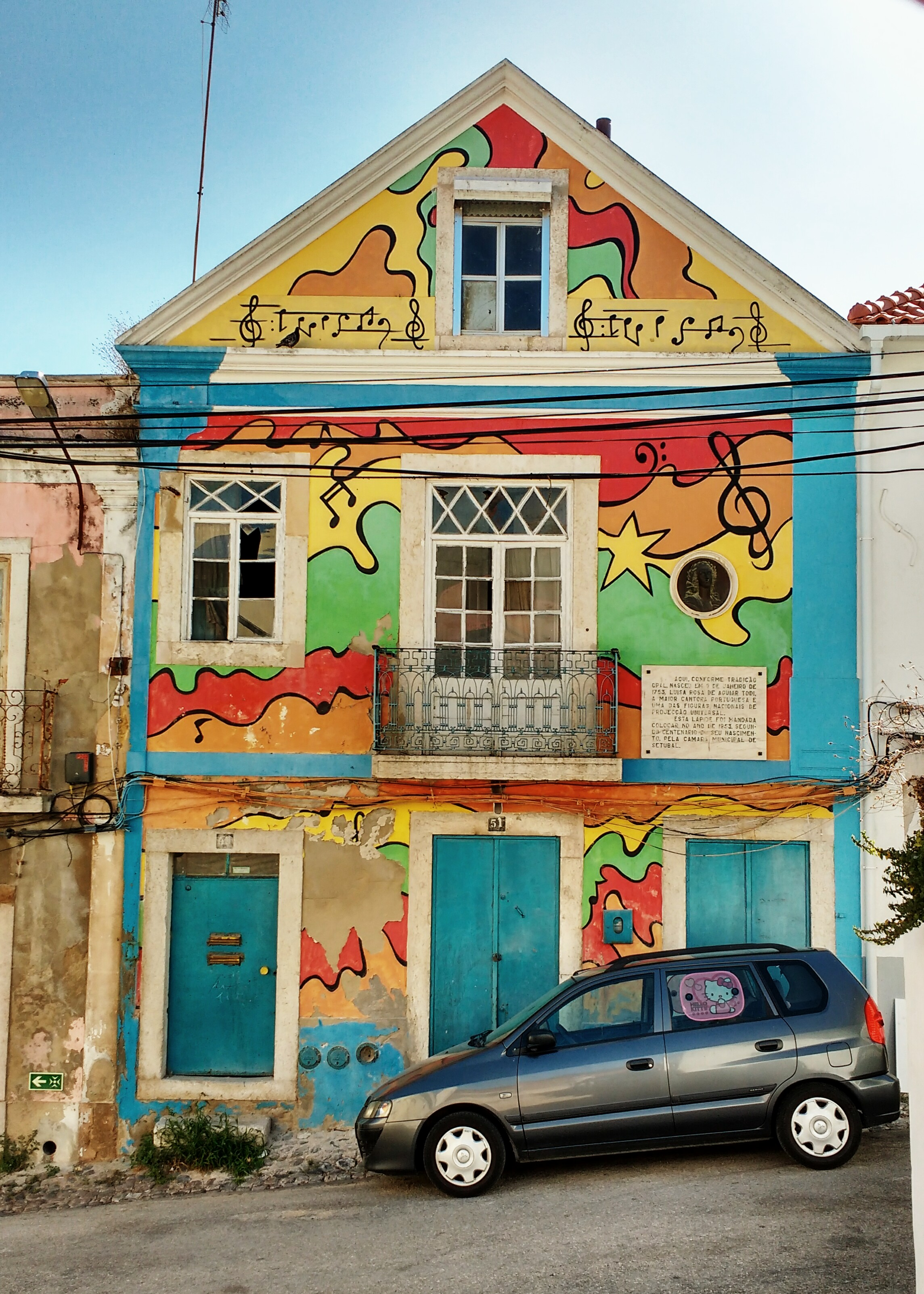
Das Geburtshaus Luísa Todis in Setúbal

Im Geburtshaus der Sängerin Luísa Todi (1753–1833) soll ein Museum eingerichtet werden, die Realisierung steht jedoch noch aus. Die Sängerin galt zu Lebzeit als berühmteste Sängerin Europas, neben der deutschen Elisabeth Mara, mit der sie im Wettstreit stand. Europa teilte sich unter Musikfreunden seinerzeit entsprechend in Todisten und Maratisten auf.

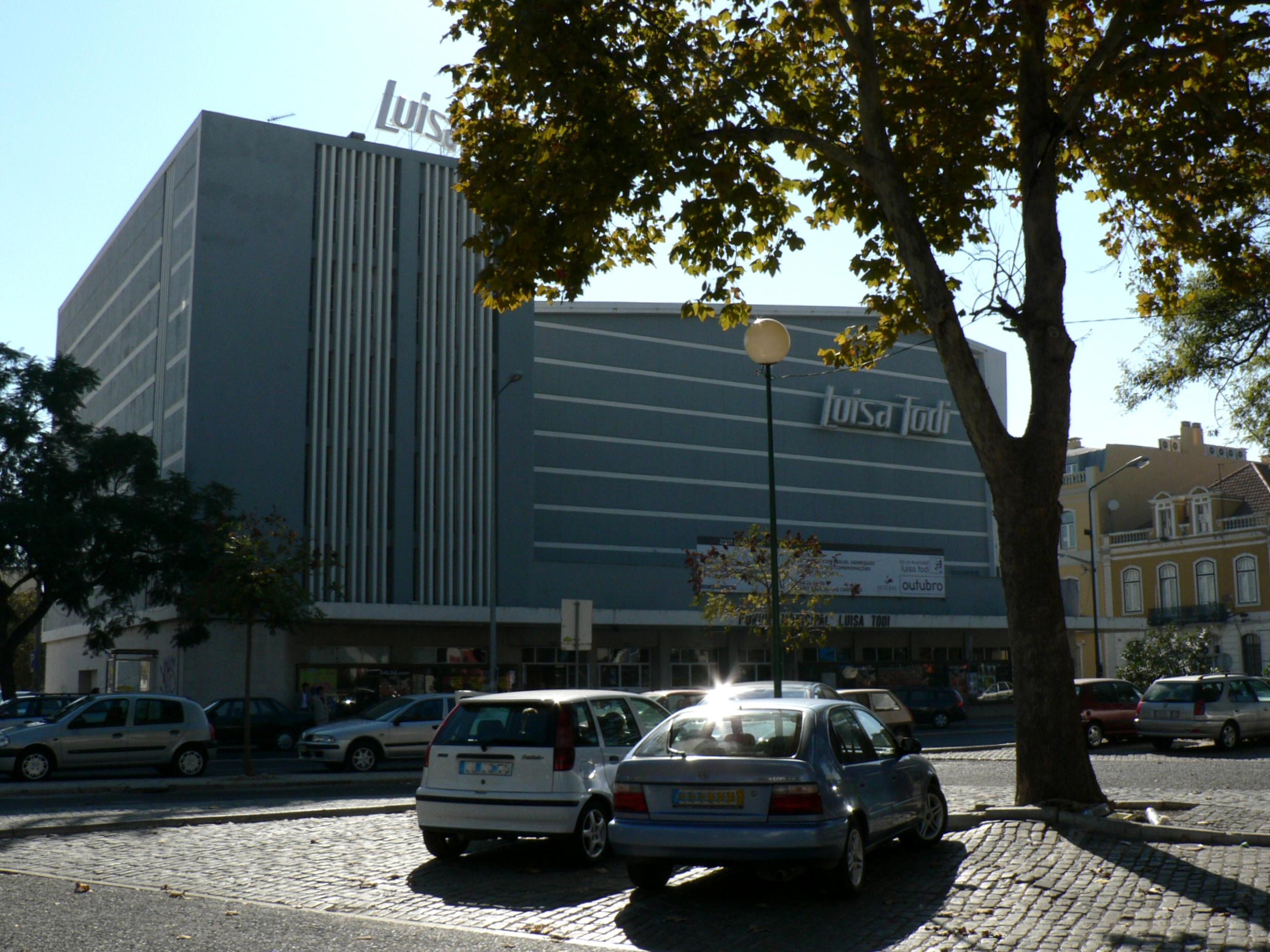
Das städtische Fórum Municipal Luísa Todi, Spielstätte des Festróia-Filmfestivals

Das 1974 gegründete Museu de Arqueologia e Etnografia do Distrito de Setúbal beschäftigt sich mit den archäologischen und ethnografischen Ausgrabungen und Funden der Region. Es unterhält zudem eine Fachbibliothek mit etwa 5000 Bänden und gibt die Zeitschrift Setúbal Arqueológica heraus.
Zu nennen ist auch das Meeresmuseum Museu Oceanográfico Luís Saldanha.

### Regelmäßige Veranstaltungen
Seit 1995 findet in Setúbal das Festróia statt, ein 1985 gegründetes internationales Filmfestival. Unter den etwa 30 portugiesischen Filmfestivals ist es als einziges bei der FIAPF akkreditiert.

## Sport
Der wichtigste Sportklub im Kreis ist der 1910 gegründete Verein Vitória Setúbal, dessen erste Fußballmannschaft bis 2020 in der Ersten Portugiesischen Liga spielte, und die ihre Heimspiele im Estádio do Bonfim austrägt. Im Verein werden neben Fußball und Futsal auch Aikidō, Handball, Leichtathletik, Judo, Turnen und Gymnastik, Motorsport, Schach und Tischtennis praktiziert.
Der international bekannte Fußballtrainer José Mourinho, welcher am 26. Januar 1963 in Setúbal geboren wurde, ist bis heute Anhänger des Vereins des zweiten bekannten Fußballvereins der Stadt, den União Futebol Comércio e Indústria, für den bereits sein Vater Félix Mourinho als Spieler und dann als Trainer aktiv war.

## Bildung
Das 1979 gegründete Instituto Politécnico de Setúbal (IPS) hat ihren Sitz in Setúbal; die staatliche Universität mit circa 7000 Studierenden bietet Programme in Wirtschaft, Technik, Pädagogik und Gesundheitswesen an.

## Verwaltung

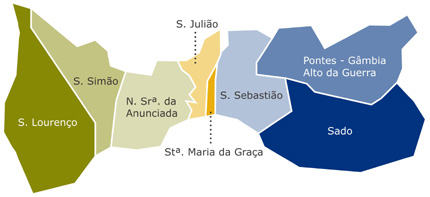
Der Kreis Setúbal und seine Gemeinden

### Kreis
Setúbal ist Sitz eines gleichnamigen Kreises (Concelho). Die Nachbarkreise sind (im Uhrzeigersinn im Norden beginnend): Palmela, Sesimbra, Alcácer do Sal, Grândola sowie der Atlantische Ozean. Setúbal fungiert zudem als Hauptstadt des Distriktes Setúbal, die den Verwaltungssitz und Gerichtsstand für die o. g. Kreise stellt.
Mit der Gebietsreform im September 2013 wurden mehrere Gemeinden zu neuen Gemeinden zusammengefasst, sodass sich die Zahl der Gemeinden von zuvor acht auf fünf verringerte.
Die folgenden Gemeinden (Freguesias) liegen im Kreis Setúbal:

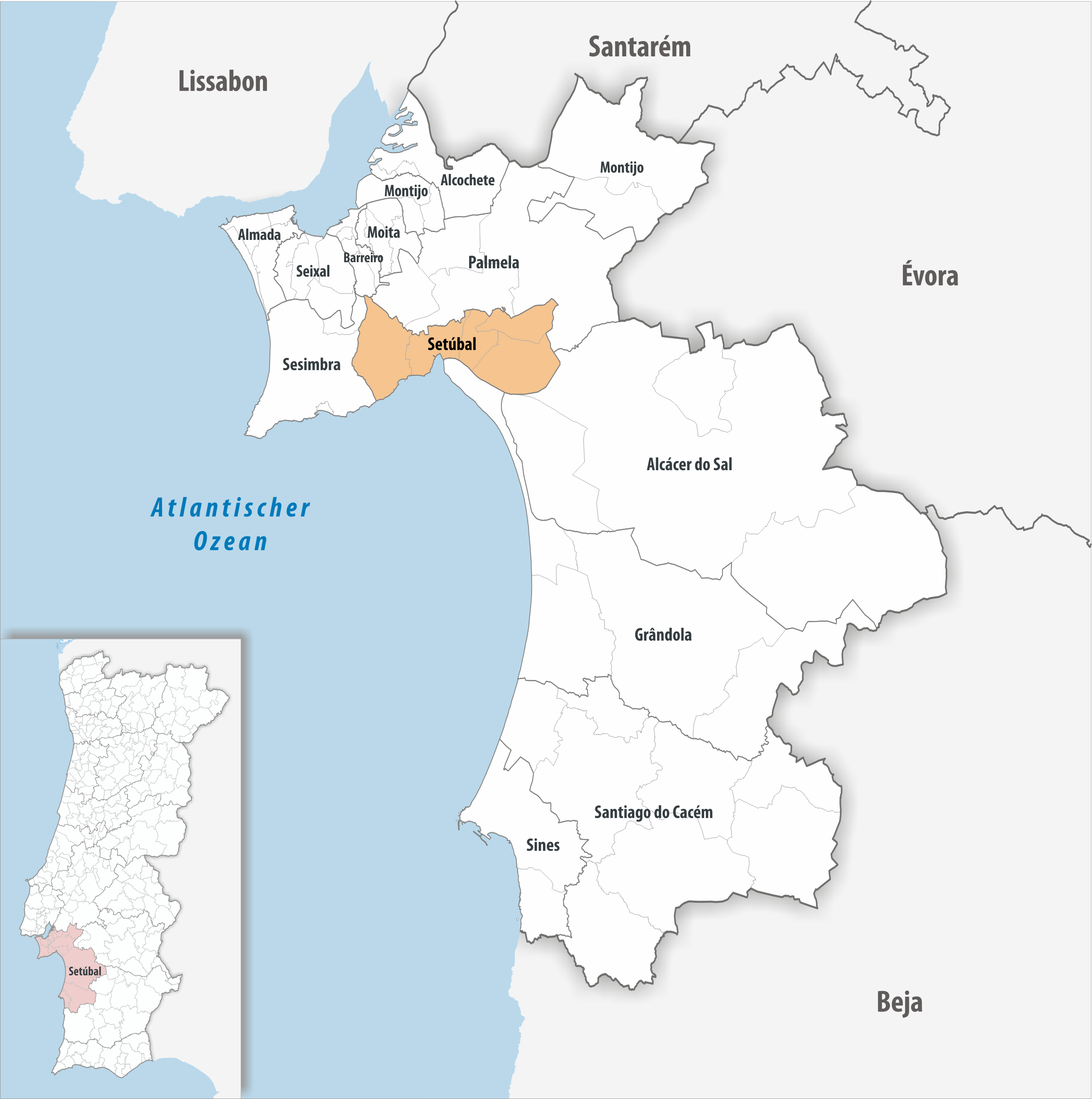
Kreis Setúbal

| Gemeinde                                                                | Einwohner (2021) | Fläche km² | Dichte Einw./km² | LAU- Code |
| ----------------------------------------------------------------------- | ---------------- | ---------- | ---------------- | --------- |
| Azeitão (São Lourenço e São Simão)                                      | 20.946           | 69,32      | 302              | 151209    |
| Gâmbia-Pontes-Alto da Guerra                                            | 6.809            | 32,97      | 207              | 151207    |
| Sado                                                                    | 5.357            | 65,49      | 82               | 151208    |
| São Sebastião                                                           | 52.627           | 25,78      | 2.041            | 151205    |
| Setúbal (São Julião, Nossa Senhora da Anunciada e Santa Maria da Graça) | 37.757           | 36,77      | 1.027            | 151210    |
| Kreis Setúbal                                                           | 123.496          | 230,33     | 536              | 1512      |

### Bevölkerungsentwicklung
| 1801   | 1849   | 1900   | 1930   | 1960   | 1981   | 1991    | 2001    | 2004    | 2008    |
| 15.442 | 15.060 | 35.990 | 50.456 | 56.344 | 98.366 | 103.634 | 113.934 | 120.117 | 124.555 |

### Kommunaler Feiertag
- 15. September

### Partnerstädte
Setúbal listet folgende acht Partnerstädte und weitere Kooperationen auf:
| - Beauvais (Frankreich) - Leiria (Portugal) - Debrecen (Ungarn) - Pau (Frankreich) - Porto Seguro (Brasilien) - Tordesillas (Spanien) - Safi (Marokko) - Quelimane (Mosambik) | - Bobigny (Frankreich) - Tarrafal (Kap Verde) - Frohnleiten (Österreich) - Jastrzębie-Zdrój (Polen) - Landsberg am Lech (Deutschland) - Gioia del Colle (Italien) - Šiauliai (Litauen) - Velká Bystřice (Tschechien) |

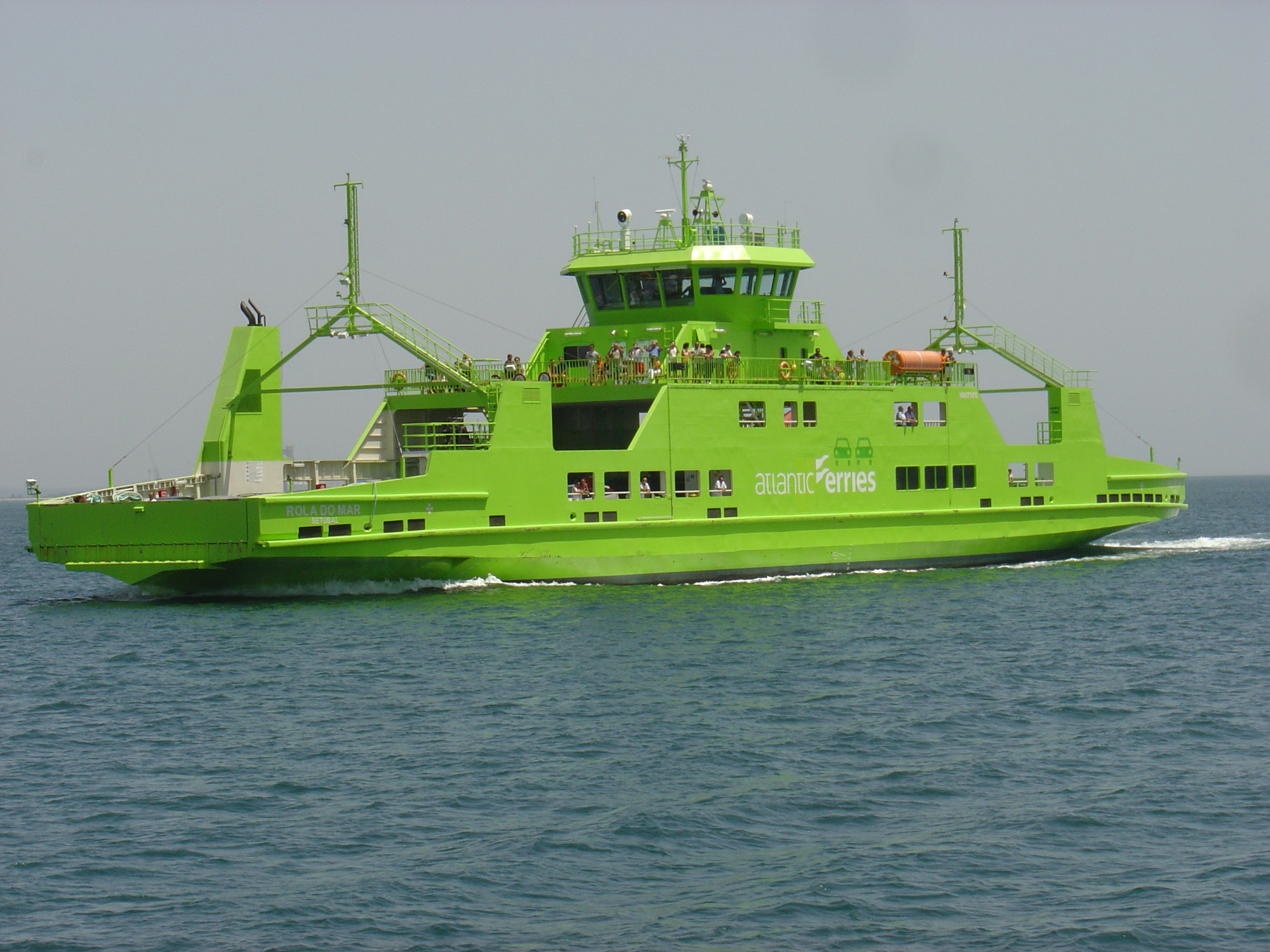
Die Fähre zur Halbinsel Tróia

## Verkehr
Über die Linha do Sul ist Setúbal an das Eisenbahnnetz Portugals angeschlossen.
Der Öffentliche Personennahverkehr wird über Züge der Fertagus und Buslinien u. a. der Transportes Sul do Tejo sichergestellt.
Setúbal ist in das landesweite Busnetz der Rede Expressos eingebunden.
Die Autobahn A12 verbindet Setúbal mit dem Autobahnnetz des Landes.
Es bestehen Fährverbindungen zur Halbinsel Tróia mit den Schiffen der Atlantic Ferries.

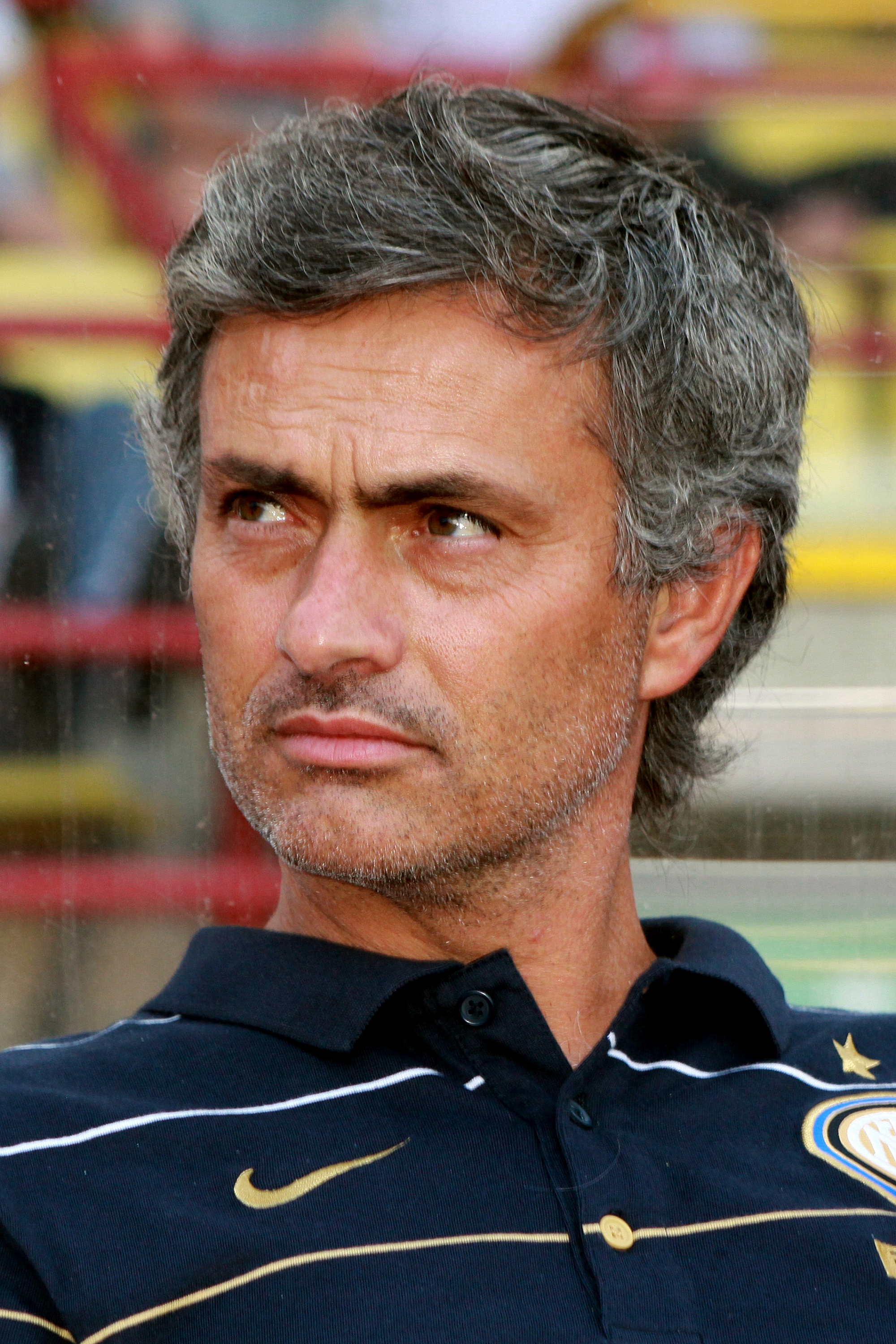
José Mourinho

## Söhne und Töchter der Stadt
Eine Reihe bekannter Persönlichkeiten sind in Setúbal geboren. Als bedeutendster Sohn der Stadt gilt der Dichter Bocage (1765–1805), international bekannteste Persönlichkeit aus Setúbal dürfte aktuell der Fußballtrainer José Mourinho (* 1963) sein.
Daneben sind auch Personen wie die Opernsängerin Luísa Todi (1753–1833), der exzentrische Fußballer Vítor Baptista (1948–1999) oder die olympische Leichtathletin Susana Costa (* 1984) zu nennen.

## Galerie

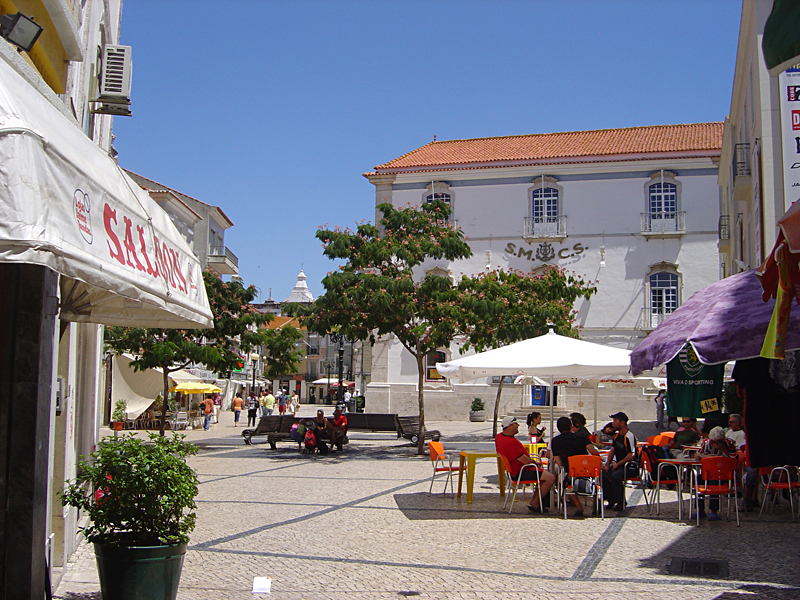
Der Platz Largo da Misericórdia in der Innenstadt
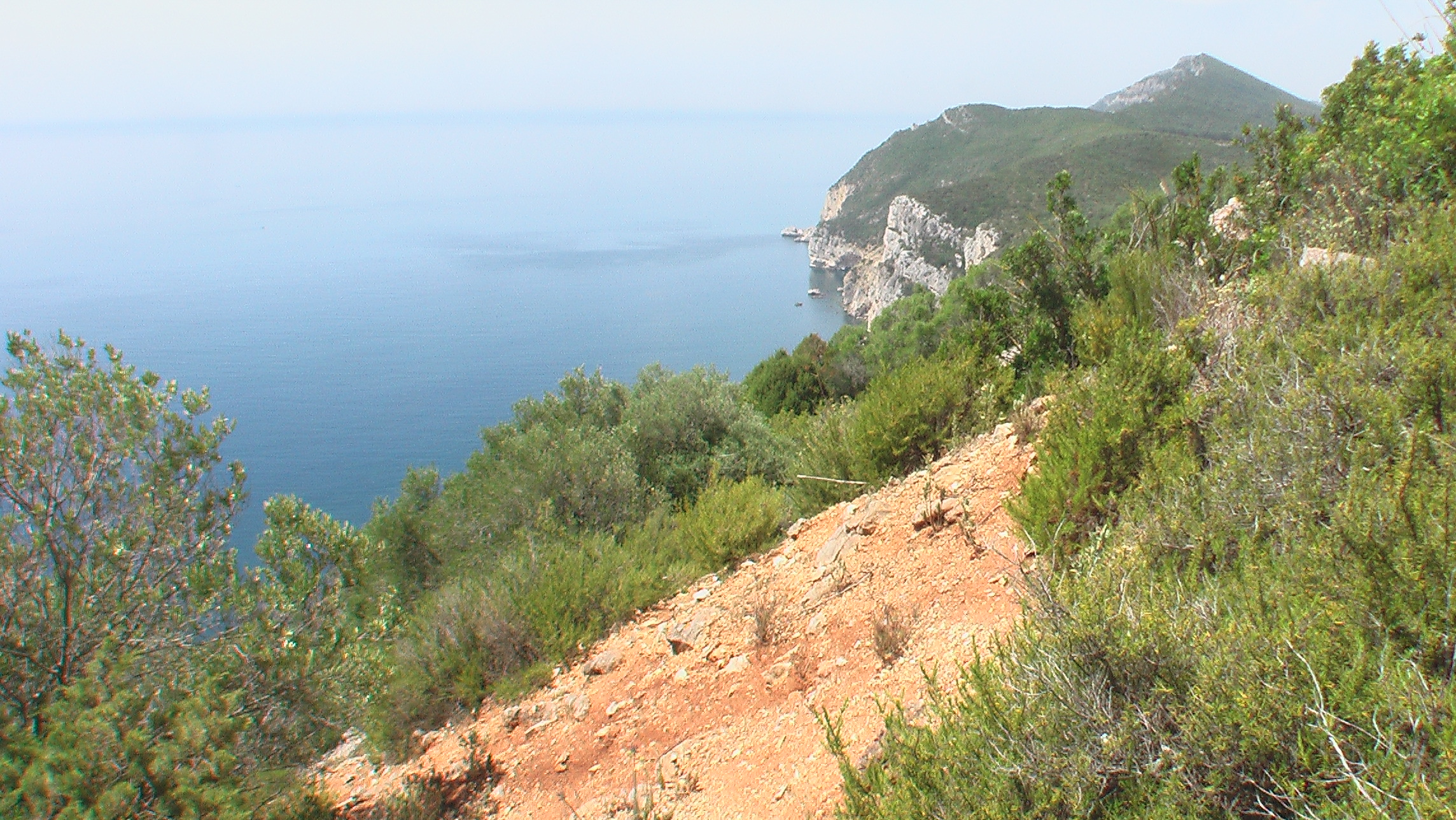
Steilküste bei Setúbal
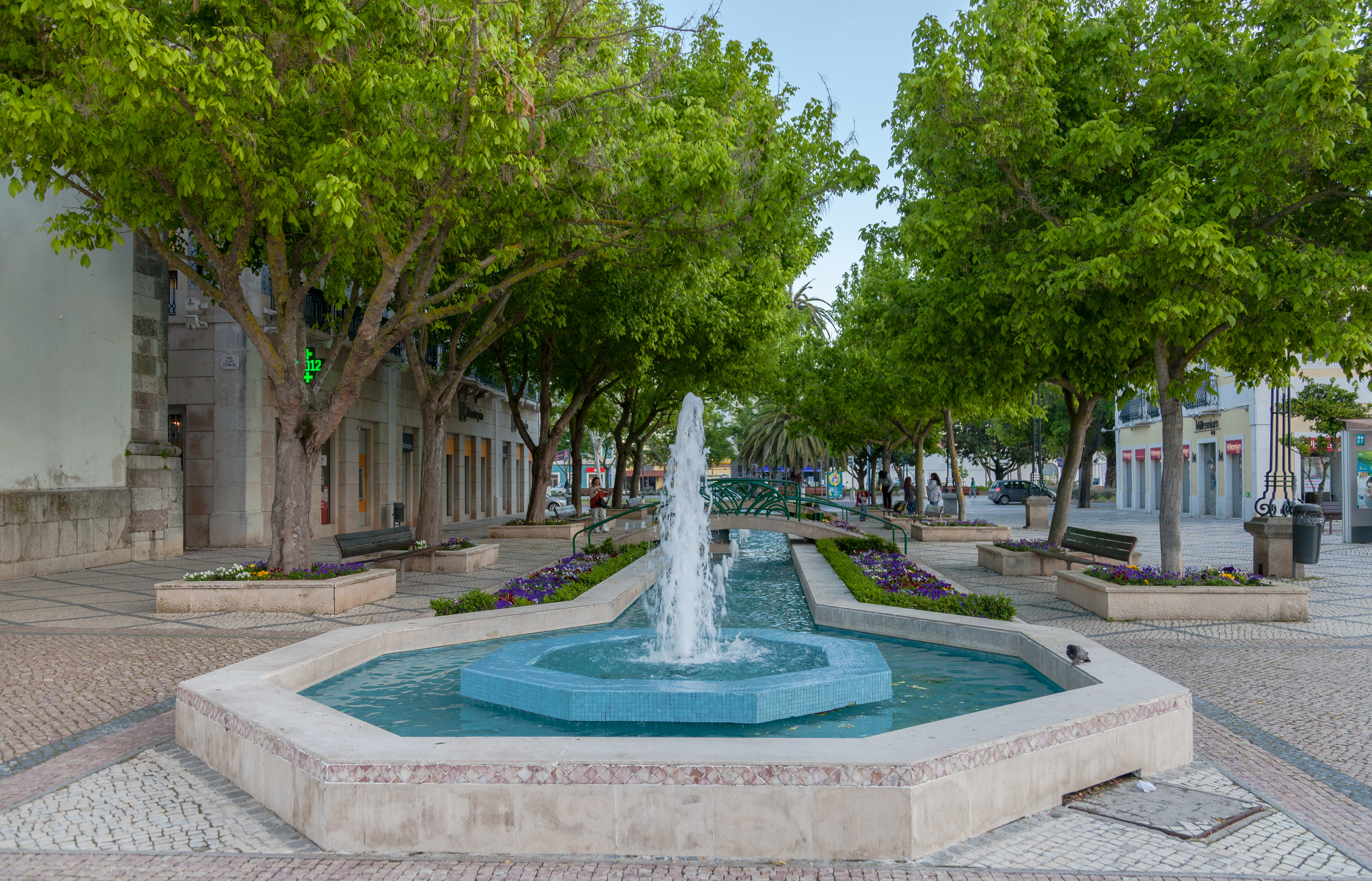
Der Platz am Rathaus
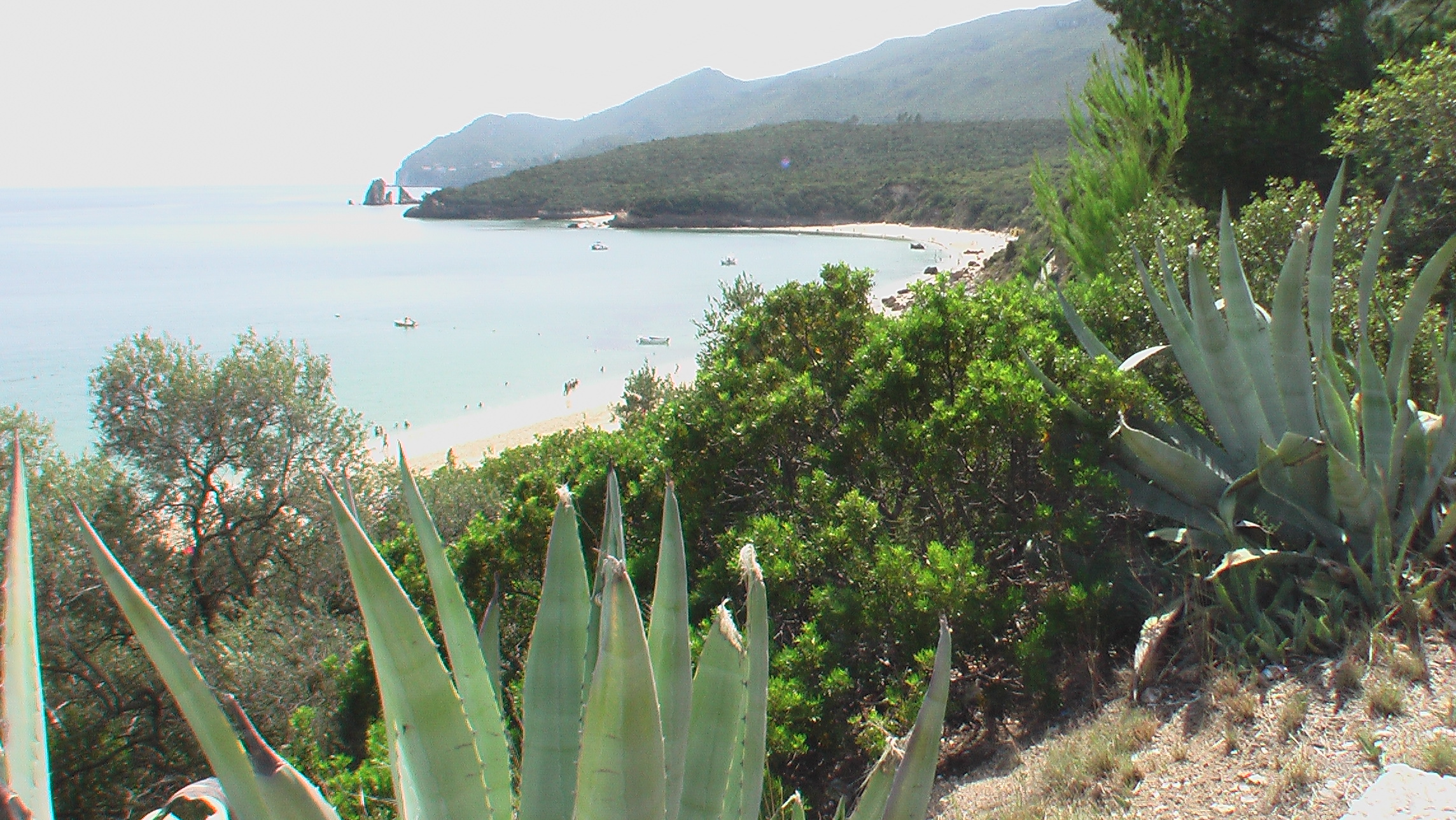
Strand bei Setúbal
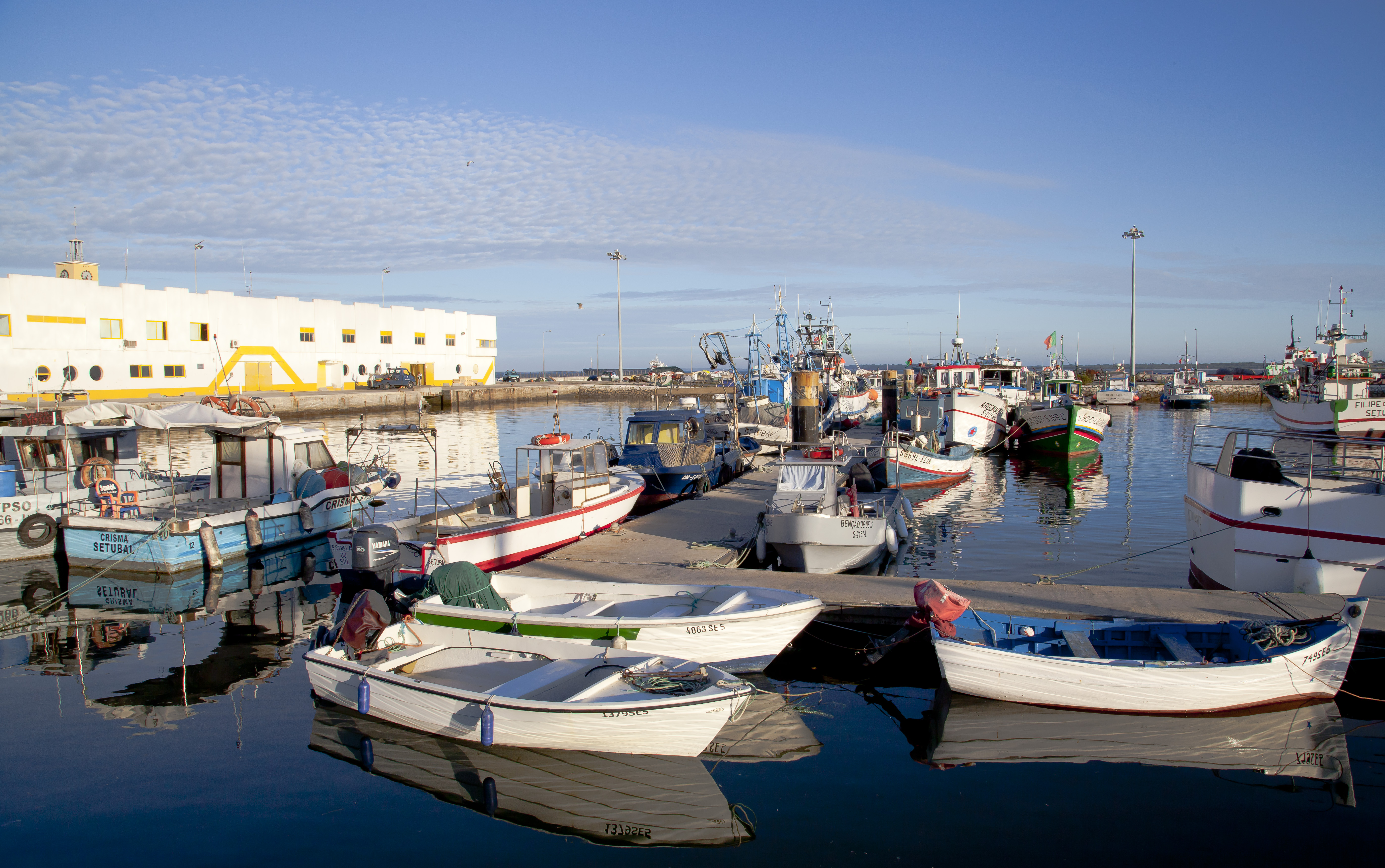
Der alte Fischerhafen
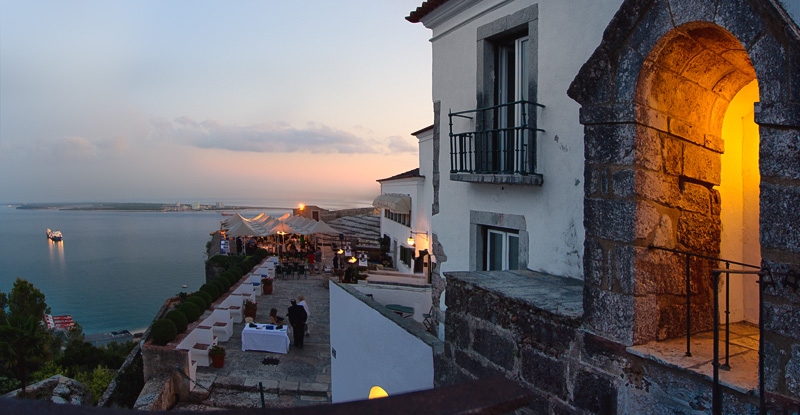
Die Pousada an der Festung São Filipe
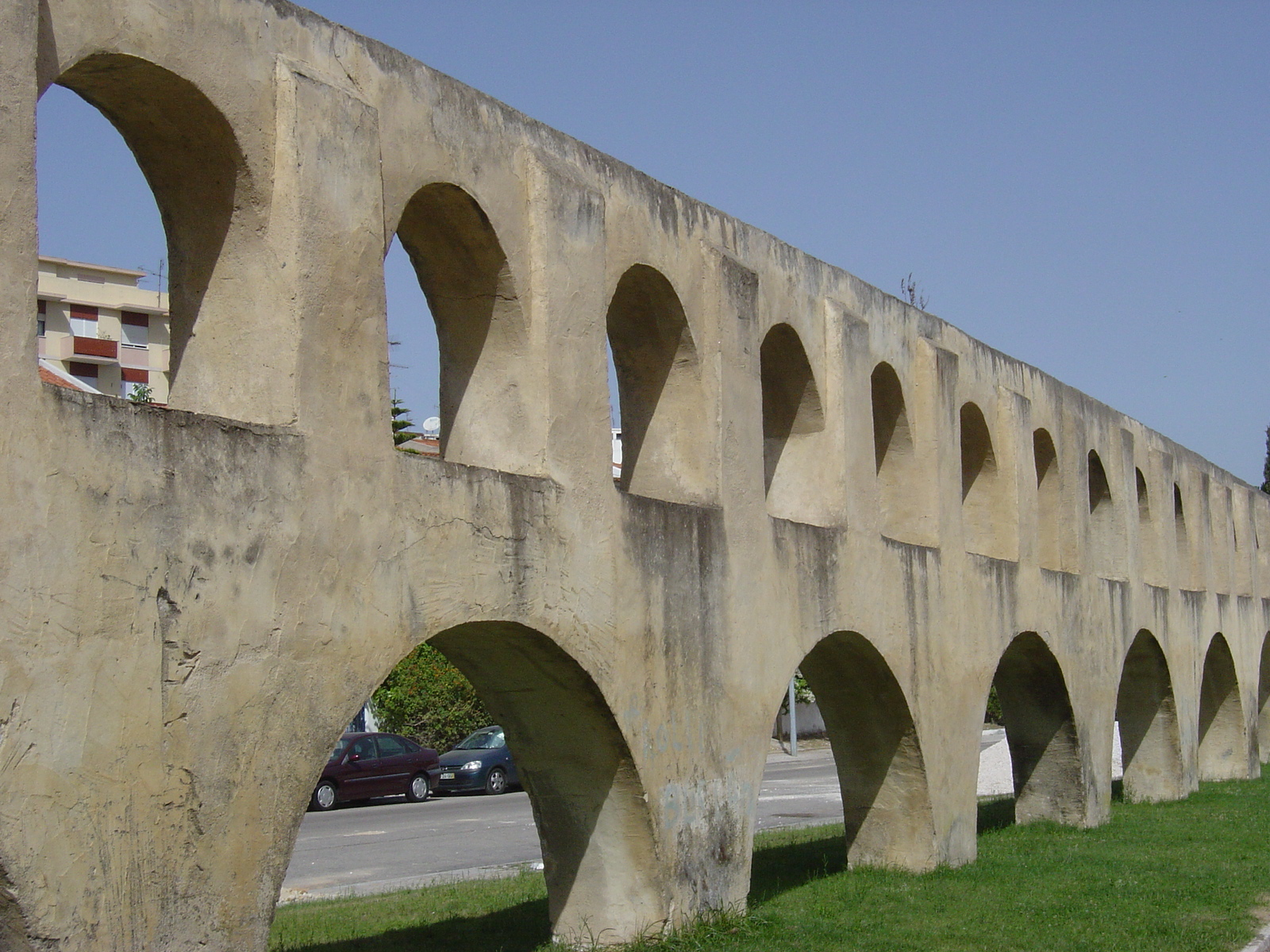
Das Aquädukt von Setúbal